# Kavaledurga, Tirthahalli
Kavaledurga là một làng thuộc tehsil Tirthahalli, huyện Shimoga, bang Karnataka, Ấn Độ.